# Константин-Асен Видински
Константин-Асен Сакскобургготски или Константин-Асен Видински (на испански: Konstantin Assen Sajonia Coburgo Gotha Gomez Acebo, Konstantin-Assen de Bulgaria) е български княз и испански икономист, четвърти син на последния български цар Симеон II и съпругата му царица Маргарита.
Официалното му монархическо название е „Негово Царско Височество Константин-Асен, Княз Видински, принц на Сакс-Кобург и Гота и Херцог Саксонски".

## Биография
Роден е на 5 декември 1967 г. в Мадрид. Учи във Френския лицей, след което следва икономика в родния си град. Дипломира се с магистърска степен в Колумбийския университет, САЩ. Директор е на банка „Ротшилд“ в Мадрид.
Константин-Асен е близък приятел и кум на крал Фелипе VI и кралица Летисия. На 15 юли 2007 г. става кръстник на втората им дъщеря испанската инфанта София.

## Семейство
На 7 юли 1994 г. се жени за дона Мария Гарсия де ла Расиля и Гордасар, дъщеря на Алваро Гарсия де ла Расиля и Пинеда и съпругата му Мария де Гордасар д`Ибара, дъщеря на Мануел Мария де Гордасар и Ландечо, 9-и граф на Суперунда и нотабил в автономитета на Билбао. През родителите си, принцесата на Видин има значителен баски произход.
Княз Константин-Асен Видински с княгиня Мария имат две деца, близнаците княз Умберто Видински и княгиня София Видинска, родени на 20 ноември 1999 г. Кръстници на София са крал Фелипе VI и кралица Летисия.